# Equació de la calor

Aquesta animació mostra l'evolució de la temperatura, segons l'equació de la calor en dues dimensions, d'una placa metàl·lica que inicialment té una regió amb una temperatura superior a la resta. Amb el pas del temps la temperatura d'aquesta regió disminueix i la resta es va escalfant. La placa sencera tendirà a una temperatura intermèdia uniforme (equilibri tèrmic). En l'animació, tant l'alçada com el color representen la temperatura.

L'equació de la calor és una equació diferencial en derivades parcials que descriu la distribució de la calor (o variacions de la temperatura) en una regió al llarg del temps. En el cas tridimensional, en què la temperatura T és una funció de tres variables espacials (x, y, z) i una de temporal (t), l'equació de la calor és
{\displaystyle {\frac {\partial T}{\partial t}}-k\left({\frac {\partial ^{2}T}{\partial x^{2}}}+{\frac {\partial ^{2}T}{\partial y^{2}}}+{\frac {\partial ^{2}T}{\partial z^{2}}}\right)=0}
on k > 0 és la difusivitat tèrmica.
L'equació de la calor és d'una importància fonamental en nombrosos i diversos camps de la ciència. En matemàtiques, és l'equació parabòlica en derivades parcials per antonomàsia. En estadística, l'equació de la calor està vinculada a l'estudi del moviment brownià a través de l'equació de Fokker-Planck. L'equació de difusió és una versió més general de l'equació de la calor, i es relaciona principalment amb l'estudi de processos de difusió química.